# غدا (مسلسل كوري جنوبي)
غداً (بالكورية: 내일)؛ هو مسلسل تلفزيوني كوري جنوبي، من بطولة كم هي سون، روون ولي سو هيوك، مبني على ويبتونز الناجح الذي يحمل نفس الاسم «غدا» الذي تم نشره في عام 2017 من تأليف للاما. عرض على قناة إم بي سي من 1 أبريل إلى 21 مايو 2022 ، تم بثه كل يوم الجمعة والسبت في الساعة 22:00 بتوقيت كوريا الجنوبية.

## القصة
تشوي جون وننغ شاب باحث عن عمل، لا يستطيع الحصول على وظيفة ومن خلال حادث عرضي، يلتقي بملائكة الموت، الذين هم في مهمة خاصة لمنع الانتحار، ويعمل معها كأصغر عامل متعاقد في فريق إدارة الأزمات لملائكة الموت، من أجل أن يعود لحياته الطبيعية في أقصر مدة ممكنة.

## طاقم
- كيم هي سون في دور كوو ريون.[5]

قائدة فريق إدارة المخاطرة في فريق زيوما دونغ
- روون في دور تشوي جون وونغ.[6]

باحث عن عمل شاب وموظف متعاقد جديد في زيوما دونغ
- لي سو هيوك في دور بارك جونج جيل.[7]

قائد فريق الإدارة المرافقة الذي يرشد الموتى في زيوما دونغ، وهو شخصية صارمة.
- يون جي أون بدور ليم رونج جو.[8]

عضو زيوما دونغ والمدير المساعد .

## المشاهدات
| الموسم | الموسم | رقم الحلقة | رقم الحلقة | رقم الحلقة | رقم الحلقة | رقم الحلقة | رقم الحلقة | رقم الحلقة | رقم الحلقة | رقم الحلقة | رقم الحلقة | رقم الحلقة | رقم الحلقة | رقم الحلقة | رقم الحلقة | رقم الحلقة | رقم الحلقة | المتوسط |
| الموسم | الموسم | 1          | 2          | 3          | 4          | 5          | 6          | 7          | 8          | 9          | 10         | 11         | 12         | 13         | 14         | 15         | 16         | المتوسط |
| ------ | ------ | ---------- | ---------- | ---------- | ---------- | ---------- | ---------- | ---------- | ---------- | ---------- | ---------- | ---------- | ---------- | ---------- | ---------- | ---------- | ---------- | ------- |
|        | 1      | 1377       | غ/م        | 980        | 741        | 599        | غ/م        | غ/م        | غ/م        | غ/م        | غ/م        | غ/م        | غ/م        | غ/م        | غ/م        | غ/م        | غ/م        | N/A     |

| الحلقات | تاريخ الث     | تقييمات "نيلسن كوريا" | تقييمات "نيلسن كوريا" |
| الحلقات | تاريخ الث     | على الصعيد الوطني     | سيئول                 |
| ------- | ------------- | --------------------- | --------------------- |
| 1       | 1 أبريل 2022  | 7.6%                  | 8.2%                  |
| 2       | 2 أبريل 2022  | 3.4%                  | N/A                   |
| 3       | 8 أبريل 2022  | 5.4%                  | 5.9%                  |
| 4       | 9 أبريل 2022  | 4.1%                  | 4.5%                  |
| 5       | 15 أبريل 2022 | 3.5%                  | 3.6%                  |
| 6       | 16 أبريل 2022 | 2.7%                  | N/A                   |
| 7       | 22 أبريل 2022 | 3.6%                  | 4.0%                  |
| 8       | 23 أبريل 2022 | 3.0%                  | 3.6%                  |
| 9       | 29 أبريل 2022 | 2.9%                  | N/A                   |
| 10      | 30 أبريل 2022 | 2.5%                  | N/A                   |
| 11      | 6 مايو 2022   | 2.9%                  | N/A                   |
| 12      | 7 مايو 2022   | 2.7%                  | N/A                   |
| 13      | 13 مايو 2022  | 2.3%                  | N/A                   |
| 14      | 14 مايو 2022  | 3.1%                  | N/A                   |
| 15      | 20 مايو 2022  | 2.4%                  | N/A                   |
| 16      | 21 مايو 2022  | 2.8%                  | N/A                   |
| المعدل  | المعدل        | —                     | N/A                   |

## الإنتاج
- مبتكر العمل : ويبتونز «غدا» من تأليف للاما [11]
- منشئ بواسطة : استوديو إن[12]
- تخطيط الإنتاج : هونغ سوك وو (قسم الدراما إم بي سي)
- فريق العمل : إستوديو إن & سوبرمون بيكتشرز[12]
- كتابة واخراج : المسلسل من إخراج كل من كيم تاي يون الذي عمل على افلام مثل تساقط الرماد، والشخصية المُهمة المفقودة 2020. وسونغ تشي ووك الذي اعمل على مسلسل كايروس 2020. ومن كتابة كل من كيم يو جين بارك جا كيونغ بارك ران يي.[13]
- موسيقي : جو سيونغ وو ، وون هو كيونغ

## روابط خارجية
- الموقع الرسمي
 باللغة الكورية

- غدا على موقع IMDb (الإنجليزية)
- غدا على موقع روتن توميتوز (الإنجليزية)
- غدا على موقع نتفليكس (الإنجليزية)
- غدا على موقع قاعدة بيانات الفيلم (الإنجليزية)
- غدا على هانسينما